# Ramón Maradiaga
Ramón Enrique Maradiaga Chávez (Amapala, 30 de novembro de 1954) é um ex-futebolista e treinador de futebol hondurenho.

## Carreira

### Clubes
Como jogador, Maradiaga atuava como meio-campista entre 1975 e 1992, defendendo em seu país, Motagua, Real España e Tela Timsa. Fora de Honduras, atuou por Águila, Alianza e Independiente (clubes de El Salvador), defendendo ainda o Tenerife, único time europeu em sua carreira, encerrada em 1992, aos 37 anos.
Tornou-se técnico no mesmo ano, comandando o Tela Timsa, seu último clube como jogador (agora rebatizado de Petrotela). Treinaria ainda o Motagua em quatro oportunidades, além de ter comandado Marathón (duas oportunidades), Victoria, Real España e CSD Municipal da Guatemala. Maradiaga treinou também as seleções hondurenha e guatemalteca.

### Seleção Nacional
Maradiaga defendeu a Seleção de Honduras entre 1973 e 1986, jogando 47 partidas e marcando um gol. Fez parte do elenco dos Catrachos que disputou a Copa de 1982, a primeira do país.

## Treinador
Como treinador, levou Honduras aos Jogos Olímpicos de Verão de 2000 e comandou o time na campanha que levou o país ao terceiro lugar na Copa América de 2001.

## Títulos
Seleção Hondurenha
- Copa América de 2001: 3º Lugar